# Adams-Gletscher (Viktorialand)
Der Adams-Gletscher ist ein kleiner Gletscher unmittelbar südlich des Miers-Gletschers im ostantarktischen Viktorialand. Die Entstehungszonen beider Gletscher werden durch einen niedrigen Bergkamm getrennt, während dieser durch die unteren Abschnitte beider Gletscher komplett umgeben ist, die beide in den Lake Miers münden.
Die neuseeländische geodätische Mannschaft der Commonwealth Trans-Antarctic Expedition (1955–1958) benannte den Gletscher nach Jameson Adams (1880–1962), stellvertretender Leiter der Nimrod-Expedition (1907–1909) unter dem britischen Polarforscher Ernest Shackleton.